# Clemente d’Olera
Clemente d'Olera OFM (ur. 20 czerwca 1501 w Moneglia, zm. 6 stycznia 1568 w Rzymie) − włoski franciszkanin, generał franciszkanów w latach 1553–1557, biskup Foligno w latach 1560–1568, filozof, teolog, kardynał.

## Życiorys
Wstąpił do zakonu franciszkanów obserwantów. W 1538 został wybrany prowincjałem w Bolonii. W 1547 wybrano go wikariuszem generalnym zakonu, a na kapitule w Salamance w 1553 generałem. Był znany z ortodoksyjnych poglądów. W 1557 papież Paweł VI mianował go kardynałem i członkiem, a następnie prefektem Świętego Oficjum. W 1560 został biskupem Foligno. Był wiceprotektorem Świętego Cesarstwa Rzymskiego. Uczestniczył w dwóch konklawe: w 1559, które wybrało Piusa IV oraz w 1565–1566, które wybrało papieża Piusa V. Zmarł po długiej chorobie w klasztorze franciszkanów San Pietro in Montorio w Rzymie 6 stycznia 1568. Pochowano go w kardynalskim kościele tytularnym bazylice Matki Bożej Ołtarza Niebiańskiego w Rzymie.